# Джіріт
Джіріт (тур. Cirit) — традиційний командний турецький кінний вид спорту, у який грають на відкритому повітрі верхи на конях, мета якого — заробити очки, кидаючи тупу дерев'яну сулицю у вершників команди суперника. У цю гру грали тюркські народи в Центральній Азії як основну спортивну та церемоніальну гру, вона була привезена до Анатолії під час міграції на захід на початку 11 століття.

## Історія

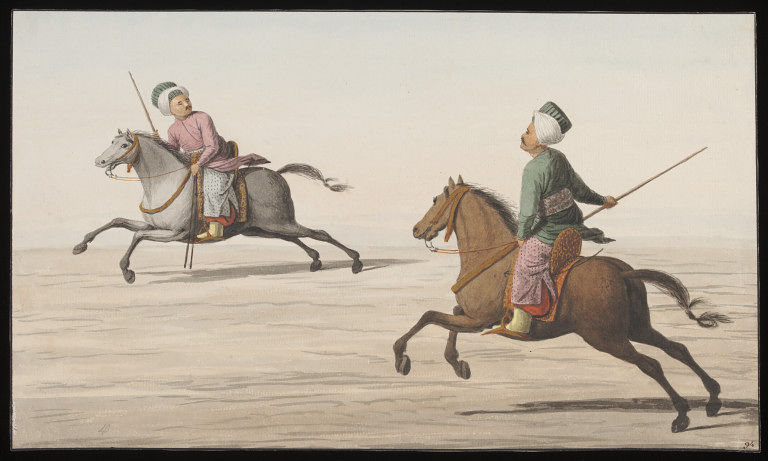
Османські вершники вправляються в джіріті, прибл. 1800

Коні були необхідними і навіть священними тваринами для тюрків, які жили як кочові племена в середньоазіатських степах. Турки народжувалися, росли, жили, воювали і вмирали на конях. Так джіріт став найважливішою спортивною і обрядовою грою турецького народу. Сам термін є арабським словом (جريد), яке визначає спис або палицю, виготовленої з очищених пальмових листків.
Джіріт дістався Анатолії разом з турками, коли ті мігрували в 1071 році зі своїх батьківщин у Центральній Азії. Пізніше в 16 столітті османські турки визнали його як військову гру. У мирний час джіріт використовувався, щоб покращити навички нападу та захисту кавалерії, а також під час кампаній, щоб підняти ентузіазм до бою. Відомо, що деякі з османських султанів грали в джіріт, і ранні султани, такі як Баязид I (1389—1402) і Мехмед I (1413—1421), цій грі у навчанні своїх військ. Вищий клас кавалеристів, відомий як «cündi», був сформований з тих, хто вміє володіти джірітом. Він поширився в Аравії та європейських країнах, а в 17 столітті його використовували на німецькомовних і франкомовних територіях.
У 19 столітті він набув найбільшої популярності як видовищний вид спорту та гра при дворі і на всіх територіях під владою Османської імперії. Проте травми та навіть смерть від падіння під час спроб зловити сулицю спонукали Махмуда II (1808—1839) у 1826 році заборонити цей вид спорту після того, як він розпустив яничарський корпус. Попри те, що незабаром гра в джіріт повернулась, особливо в провінціях, вона не відновила своє значення минулих часів.
Сьогодні джіріт не так широко поширений, як колись, але все ще користується популярністю, перш за все в Ерзурумі та Байбурті, а також у східних провінціях Артвін, Ерзінджан, Карс, у західних провінціях Ушак, Баликесір, Сегют, у південно-східних провінціях Діярбакир, Сіїрт і в центральноанатолійській провінції Конья. Культурно-фольклорні товариства також намагаються підтримувати цей традиційний вид спорту, організовуючи місцеві турніри. Близько 50 клубів у дев'яти провінціях Туреччини організовують турніри з джіріту.

## Гра і правила
Джіріт — це засіб вдосконалення навичок верхової їзди, який передбачає участь двох команд вершників, кожна з яких озброєна висушеними дубовими або тополевими палицями. Палички з гумовими наконечниками, тупими кінцями 70–100 см завдовжки і 2–3 см в діаметрі. Спочатку палиці були важчими і товстішими, але, щоб зменшити ризик травм, гравці віддали перевагу палицям з тополі, які при висиханні стають легшими.
Команди формуються з шести, восьми або дванадцяти гравців, які стоять на протилежних сторонах поля, що розмічене у квадраті від 70 до 130 метрів. Є три «кінцеві зони» глибиною близько шести метрів на кожному кінці поля, які є зоною очікування команди, тобто нейтральною зоною та зоною кидка команди суперника. Кожна команда має свій прапор. Коні не повинні бути молодше чотирьох років. Перевага віддається коням середнього зросту, тому що високі коні не маневрують, найбільш підходящими є арабські та туркменські коні.
Гра починається з представлення гравців глядачам зі словами похвали, після чого слідують рукостискання в центрі поля та парад кожної команди під своїм прапором. Тим часом барабани та туйдуки (очеретяні сопілки) грають османські військові марші та народну музику Керогли.
Вершники перевіряють поле і своїх коней, потім повертаються на свою ділянку. Гравці одягненні у традиційні регіональні костюми, на згадку про сипахів (османських кавалеристів), сідають на коней місцевої породи, спеціально навчених для цього виду спорту. Команди шикуються одна проти одної на полі, кожен гравець на відстані приблизно 10 метрів від іншого. Правою рукою вони тримають сулицю, яку кинуть першою, іншу — у лівій руці.
На початку гри традиційно наймолодший вершник біжить риссю до команди суперника, вигукує ім'я гравця і на відстані 30-40 метрів кидає йому сулицю, викликаючи його увійти в гру. Потім він галопом повертається на свій бік, тим часом гравець, якому кинули виклик, переслідує його та кидає сулицю у гравця, що втікає. Інший гравець з першої команди виходить і зустрічає вершника, що відступає. Гравець другої команди починає швидко їхати в свій кут і займає своє колишнє місце. Цього разу його суперник переслідує його і кидає в нього сулицю. Гра в погоню триває два періоди по 45 хвилин.
Цей процес погоні та втечі, намагаючись вдарити супротивника палицею, є суттю гри, яка вимагає вміння та спортивної майстерності. Вдарити коня замість вершника, що розцінюється як ознака недосвідченості, суперечить правилам і призводить до вилучення порушника з поля.
Судді, які є колишніми найкращими гравцями в джіріт, підраховують кількість ударів і наприкінці гри оголошують команду-переможця. Досвідчені гравці рідко не влучають в суперника, і самі вміють уникати ударів, виконуючи акробатичні прийоми верхи на коні. Частково майстерність полягає в тренуванні коней, щоб вони відігравали значну роль у результаті гри. Формування двох команд має свій традиційний етикет. Слідкують за тим, щоб не поміщати гравців, які знаходяться в поганих стосунках у протилежних командах, і гравців, які демонструють навмисно ворожу поведінку під час матчу, заносять до чорного списку.
Гравець виграє очки, коли йому вдається вдарити свого суперника палицею, або вигнати його, або зловити сулицю, що наближається, у повітрі. Він отримає негативні бали за дії, які можуть поставити коня під загрозу, наприклад, виїзд за межі поля або навмисний удар коня; падіння з коня; кидок палиці зсередини нейтральної зони; або кидок з відстані менш як п'ять метрів під час переслідування. Судді, розміщені на центральній лінії та на кожному кінці поля, присуджують як позитивні, так і негативні бали своїми прапорцями.
Гравці роблять кілька різних захисних маневрів, щоб уникнути удару, нахиляючись до будь-якого боку коня, під живіт коня чи навіть до його шиї. Деякі гравці заробляють більше очок, вдаряючи свого супротивника три-чотири рази, перш ніж той гравець встигає втекти та зайняти своє місце. Навіть попри те, що сьогодні наконечники сулиць заокруглені, гумові та легкі, іноді гравці все ж можуть отримують травми, якщо їх вдарили по голові, очах або вухах. З сучасними палицями це дуже рідко, але ці травми можуть навіть призвести до смерті. Якщо гравець гине на полі, він вважається таким, що загинув у битві як мученик, і його родичі не подають до суду проти іншого гравця, за винятком того, що суд відкриває публічну справу та все одно проводиться судовий процес. Таким чином, якщо є відомі ворожнечі між гравцями, вони можуть бути виключені з турніру або додані до однієї команди старшими людьми з місцевості або суддями до початку гри.
Наприкінці гри рада суддів оголошує переможця залежно від очок, набраних двома командами. Організатори нагороджують команду-переможця та влаштовують бенкет.

## Термінологія
- Дейнек (палиця) — так називають Джерід у деяких регіонах.
- Мейдан — рівне поле для гри.
- Джіріт хаваси (музика для гри в джіріт) — одна або всі мелодії, що граються на барабані або туйдуці під час гри.
- Ат ойнатма хаваси — назва ритмів, мелодій для ритмічного танцю коня в провінції Тунджелі, що грається перед грою.
- Ат оюну — назва гри в джіріт у провінціях Тунджелі та Муш.
- Ахесте — найповільніший чотиритактний алюр коня; зазвичай керується вершником.
- Рахван — нормальний чотиритактний алюр коня.
- Адета — Найшвидший кроковий алюр коня з чотирьох тактів; також контролюється вершником.
- Тирис — двотактний алюр коня між плавним ходом і галопом, під час якого ліва передня та права задня ноги відриваються від землі одночасно, а за ними дві інші. Вибоїста їзда, це найменш зручна хода для вершника.
- Дьортнал — тритактний аллюр коня, в один момент під час якого всі чотири ноги підвішені в повітрі.
- Хюджюм дьортнал — тритактний алюр коня, швидший за галоп; найшвидший алюр коня. Також називається бігом.
- Асемі (недосвідчений) — гравець, чия палиця торкається коня суперника.
- Сипахи, (кавалерист) — солдат-вершник за часів Османської імперії. Цей титул сьогодні також присвоюють вправним вершникам та успішним гравцям у джіріт.
- Джюнді — дуже вправний вершник.
- Шехіт (мученик) — вершник, який загинув у грі.
- Алай — вершники упряжним строєм.
- Атбаши (голова до голови) — ситуація, коли два коні біжать в одній лінії.
- Алай басмак — проникнення в стрій супротивника шляхом втрати контролю над власним конем.[2]